# Лопухин, Авраам Никитич

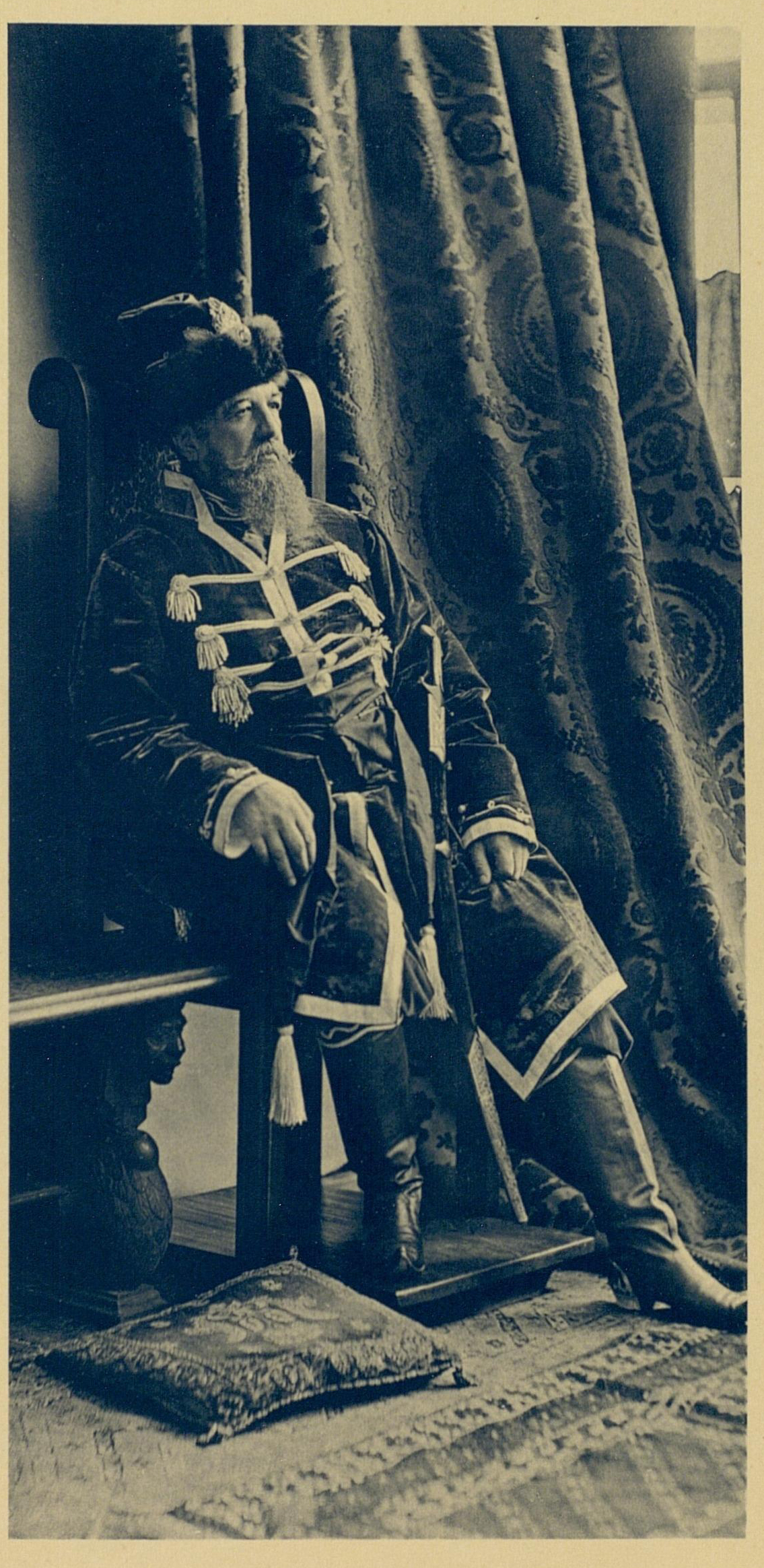
Костюмированный бал 1903 года: Генерал-адъютант граф Илларион Иванович Воронцов-Дашков (В наряде конного Стрельца Московского приказа Аврама Лопухина)

Авраа́м Ники́тич Лопухи́н (ум. 2 августа 1685) — русский военный и государственный деятель XVII века.

## Биография
Родился в семье головы московских стрельцов Никиты Васильевича Лопухина (ум. в 1615 г.). Начинал службу при государевом дворе жильцом. В 1644 году пожалован в дворяне московские; в 1645—1647 годах находился на воеводстве в Лихвине, затем до 1669 года служил в головах у московских стрельцов; помещик Мещовского и Курмышского уездов (в 1632 г. владел имением отца — 450 четями в Мещовском уезде, в 1676 г. ему была дана грамота в Курмыш на владение поместьем).
В 1655 году во главе своего приказа под руководством воеводы И. В. Алферьева оборонял Могилёв от войск великого гетмана литовского Януша Радзивилла. Во время одной из вылазок, 6 февраля, захватил знамя польного гетмана литовского Винцента Гонсевского. Проявив поразительную стойкость, защитники Могилёва принудили Радзивилла снять осаду с города и отступить. За проявленное мужество Лопухин был пожалован почетным чином полковника. С этого же года служил в Посольском приказе. В 1657 году возглавил посольство в Польшу. В 1659 г. в качестве полковника и стрелецкого головы послан в Путивль. Участник Конотопской битвы 1659 года, после которой был пожалован серебряным ковшом, сороком соболей и 600 ефимками, а также придачами к поместному и денежному окладам. В 1662 г. «по указу великого Государя после действа ходил за образы к Предтече вместе с окольничим Данилой Степановичем Велико-Гагиным».
В 1665 году Лопухин производил досмотр и описание дворцовых угодий в Арзамаском и Алаторском уездах, рыбных ловель в Муромском уезде. Участник карательной экспедиции 1666 года в район Суздаля и Нижнего Новгорода против раскольников — последователей «капитоновской ереси». В 1667-1668 годах со своим приказом на «понизовой службе» в Астрахани.
Отставлен из стрелецких полковников в 1669 году. В апреле 1670 года назначен главой Приказа Царицыной мастерской палаты, которым руководил до 1676 года. Во время бракосочетания царя Алексея Михайловича с Натальей Кирилловной Нарышкиной, будучи царицыным дворецким, Лопухин занимал почетное место за поставцом царицы. В 1672 году, по случаю рождения наследника, был пожалован в думные дворяне.
Впоследствии возглавлял Приказ Большого Дворца. Участвовал в посольстве в Константинополь. По случаю крещения царевича Петра Алексеевича сидел у царицы Натальи Кирилловны за поставцом.
В 1682 году при царе Фёдоре Алексеевиче участвовал в работе Земского Собора и третьим из думных дворян поставил подпись под «Соборным деянием об отставке отеческих случаев и местничества».
В Москве проживал в Белом городе у Яузских ворот в приходе церкви Живоначальной Троицы в Хохлах.

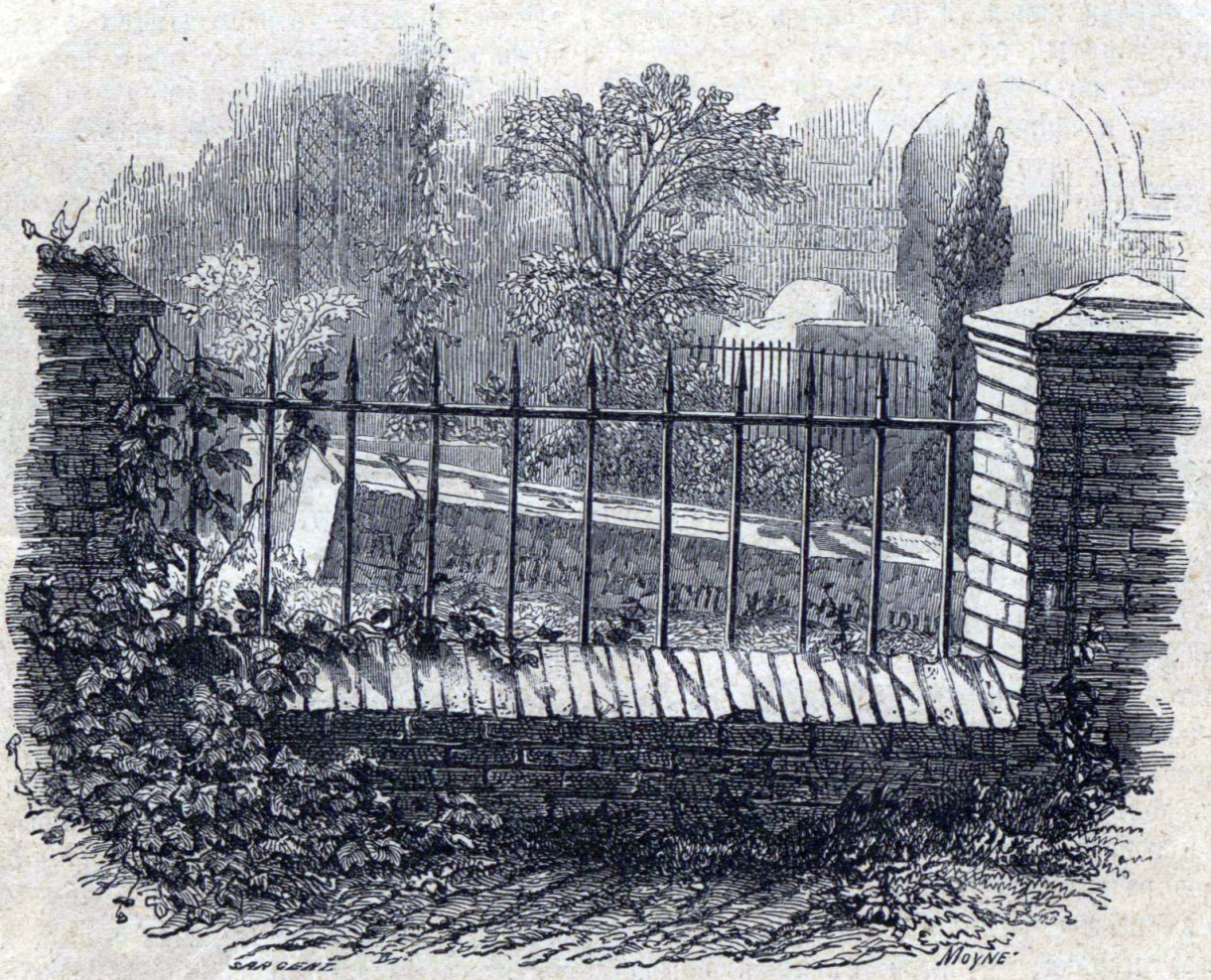
Могила Абрама Лопухина в Троице-Сергиевой лавре. 1870 год.

Перед смертью принял постриг и схиму под именем Александр. Погребён в Троице-Сергиевой лавре.

## Дети
- Пётр Большой (1636—1701), боярин;
- Пётр Меньшой (?—1698), боярин;
- Фёдор (Илларион) (1638—1713), боярин — отец царицы Евдокии, дед генерал-аншефа Василия Лопухина;
- Кузьма, боярин;
- Василий (1646—1698), боярин — тесть Натальи Лопухиной (ур. Балк), дед генерал-поручика Авраама Лопухина;
- Сергей (?—1711), боярин;
- Евдокия, в замужестве Чирикова, муж — окольничий Чириков Илья Иванович;
- Ксения, в замужестве Акинфова;
- NN, в замужестве Есипова, муж — Иван Есипов.